# وليام ماكجريجور
وليام ماكجريجور (بالإنجليزية: William McGregor)‏ (13 أبريل/نيسان 1846 – 20 ديسمبر/كانون الأول 1911) كَانَ مديرَ اتحاد كرة القدمِ في إنجلترا وهو مؤسسَ لنظام دوري كرة القدم في إنجلترا وفي العالم أجمع.
ماكجريجور بعد الانتقال من بيرث شاير باسكتلندا إلى بيرمنجهام لبَدْء العملِ كتاجر ملابس وخياط وترزى، إنشغل ماكجريجور مع نَادي كُرَة القدم المحلي أستون فيلا، حيث ساعدَ في تَأسيسه كأحد الفرقِ القياديةِ في إنجلترا.
عمل في النادي لأكثر من 20 سنة في مختلف المهن، بما فيهم المدير التنفيذى ورئيس النادى.
في عام 1888، أحبطَ بالإلغاءِ المنتظمِ لمبارياتِ الفيلا حيث أن أي فريق إنجليزى كان يلعب مبارياته في مسابقة الكأس فقط وهي بنظام خروج المغلوب، لذلك فإن الفريق المغلوب لايلعب بعد ذلك وطوال الموسم إلا مباريات عادية غير رسمية.
ماكجريجور نظّمَ اجتماع لممثلي نوادي إنجلترا القيادية في ذلك الوقت، هذا الاجتماع أدّى إلى تشكيلِ دوري كرة القدمِ، وتم عمل جدول لدورى كرة القدم الأقدم في العالم. هذا الاجتماع كَان له دور فعّال في انتقالِ كرةِ القدم مِن مجرد تسليةِ للهواة إلى عمل رياضى محترف.
عَملَ ماكجريجور كرئيس لنادى أستون فيلا ورئيس دوري كرة القدمِ وكَانَ أيضاً رئيسَ اتحاد كرة القدمِ الإنجليزى (F.A).
تم الاعتراف بخدماته الكبيرة والمؤثرة قبل فترة قليلة من موتِه في عام 1911 من أستون فيلا والاتحاد الإنجليزى.

## بدايات وليام ماكجريجور
ولد وليام في براكو في بيرث شاير، اسكتلندا، وأصبحَ مهتماً بكرةِ القدم أولاً بعد مُراقبة مباراة بين الناس المحليين والصُنّاعِ الزائرينِ في آردوتش باسكتلندا.
عمل كخياط وبائع ملابس في بيرث، وفي عام1870، حذا حذو أَخِّيه بيتر ماكجريجور، حيث انتقلَ إلى بيرمنجهام، وفَتحَ محل لبيع القماش والملابس في منطقة أستون شمال بيرمنجهام.
حين وصولِه في وسطِ البلاد الإنجليزيِ عمل مع نَادي كرة القدم المحليّ، كالثورب، الذي كَانَ قد أسس مِن قِبل زميله الإسكتلندي، كامبيل أور.
ماكجريجور كَانَ متحمسَ بما فيه الكفاية حول لعبةِ كرة القدم حيث كان يغلق محله في وقت مبكّر من أيام السّبت للسَماح له بمشاهدة المبارياتِ، وهو باع عدد كبير من كرات القدم لاحقاً في المحل، الذي أصبح مكان اجتماع شعبيِ لمتحمّسي كرةِ القدم.
ماكجريجور كَانَ متزوّج مِنْ جيسي، حيث رزق ببنت وابن، حيث تم تسمية البنت جيسي وليام على أسم والدتها.
ماكجريجور كَانَ مؤيد حركةَ معتدلةَ، وكَانَ نشيطَ في الفرعِ المحليِّ لحزب الأحرارِ حتى إنتكستْ عضويتَه في عام 1882 بسبب الكميةِ المتزايدةِ من وقته الذي كرسه لمشاهدة مباريات كرةِ القدم.
هو اشتركَ في المحاولاتِ المبكّرةِ لتَأسيس اتحاد البيسبولِ في المملكة المتّحدةِ، وعَملتْ كأمينِ الصندوق الفخريِ لجمعيةِ بيسبولَ بريطانيا العظمى وإيرلندا.
ماكجريجور وعلى الرغم مِنْ التزامه الملبس الأنيق، إلا أنه كان يصمم ويصنع ملابسه بنفسه طيلة حياته.
في عام 1877, ماكجريجور تمت دعوته لأَنْ يُصبحَ عضواً في لجنةِ أستون فيلا الإدارية، وقام بتحكيّمَ المبارياتَ للنادي.
في ذلك الوقت كانت المباريات تدار بواسطة حكمين حيث يأتى كل فريق متبارى بحكم.
و في ذلك الوقت لَعبَ النادي في ملعب أستون بارك، القريب من محل ماكجريجور.
في تلك الأثناء ماكجريجور كان يُساعدُ النادي المعدمَ للنَجاة من مشاكله الماليةِ. حيث أن البعض مِنْ أملاكِ أستون فيلا استوليتْ عليها وأحتجزت مِن الضرائب الميسيحية، حيث سَمحَ ماكجريجور للنادي لإستعمال محله كمخزن لمَنْع الحجزِ الآخرِ.
تحت قيادةِ ماكجريجور، رَبحتْ أستون فيلا كأسها الأول، كأس بيرمنجهام الكبير، وفي عام 1880, بعد فترة قليلة أصبحَ ماكجريجور المدير القيادى في النادي.
السنة التالية ماكجريجور أصبحَ عضو مجلس إدارة نادي المدربين، وفي عام 1887 النادي أصبحَ الأولَ في وسطِ البلاد لرِبْح كأس إنجلترا، حيث هزم ويست
بروميتش ألبيون في النهائي.
في عام 1895, ماكجريجور أصبحَ نائبَ الرئيس، واستمرَّ أَنْ يُصبحَ رئيسَ النادي في 1897.
أثناء وقتِه في النادي هو كَانَ مشهور بمهاراتِه وطموحِه التنظيميةِ، وكَانَ مسؤولاً عن تَبنّي شعار الأسدَ الموجود على العَلَم المَلكي لاسكتلندا، كشعار للنادي.

## ماكجريجور مؤسس دوري كرة القدم
في ثمانينات القرن التاسع عشر، ميزان القوى ضمن كرةِ القدم الإنجليزيةِ بَدأ بالتغيير.
المنافسة الوطنية الأولى، كأس إنجلترا كَانَ سابقاً مُسَيطَرة على النوادي الهاويةِ، مثل نادى واندرارز ونادى أولد إيتونيانز.
في مارس/آذارِ 1888, ماكجريجور بصفته ممثلاً عن أستون فيلا، بالإضافة إلى بلاكبيرن روفرز، بولتون، بريستون نورث إند، ويست بروميتش ألبيون، ولفرهامبتون، أكجرينجتون، إيفرتون، بيرنلى، ديربى كاونتى، نوتس كاونتى وستوك إتفقوا على تأسيس أول دورى لكرة القدم في العالم بفكرة جريئة من وليام ماكجريجور.
اختارَ ماكجريجور 23 مارس/آذار كتاريخ اجتماعه المُقتَرَحِ لأنه كَانَ يوم نهائي كأس إنجلترا وممثلين النوادي سَيَكونونَ في لندن.
ممثلون مِنْ 10 أندية حَضروا، منهم طرفى الدّور النّهائي لكأس إنجلترا ويست بروميتش ألبيون وبريستون نورث إند، لَكنَّه وبسرعة أصبحَ واضحاً أن النوادي مِنْ جنوب إنجلترا لَمْ تهتم باقتراحِ ماكجريجور ولا حتى حَضرتْ.
و بَدأَ إثنا عشرَ نادي الموسم الأول في سبتمبر/أيلولِ 1888 .
عَملَ ماكجريجور كالرئيسِ الأولِ للجنة الدورى الإداريةِ. إحدى وظائفِ اللجنةِ الرئيسيةِ كَانتْ معالجة قضايا الانضباطِ، لكن أعضاء اللجنةِ لَمْ يُمْنَعوا مِنْ التدخّلِ في القراراتِ التي تَتضمّنُ نواديهم الخاصةَ. ماكجريجور جُدّدَ انتخابه كرئيس للجنة الدورى بدون معارضة من أحد في عام 1891.
في وقت سابق تَكلّمَ عن سرورِه " مِنْ تلك المبارياتِ الـ132 في الدورى "
بعد التَنَازُل بإرادته عن منصبه كرئيس، هو اختيرَ إلى موقعِ فخريِ بالإجماع مِنْ الرئيسِ، ودوره في اللجنة بقىَ حتى عام 1894، وسُمّى العضو الأول مدى الحياةَ على الإطلاقَ في عام 1895 .
ماكجريجور تَدهورتْ صحتَه في عام 1910, وكان مفتقد في اجتماعات اللجنة، ماكجريجور كان صامتَ نوعاً ما للأجزاءِ الكبيرةِ مِنْ اجتماعاتِ اللجنةِ، لكنه كان يُساهمُ بحماس وبشكل فعال في الأحداث المهمة والكبرى وعند غيابه أحس أعضاء اللجنة بأن مساهمتَه كَانَت ضرورية جداً.
بين عامى 1888 و 1894عَملَ ماكجريجور كرئيسِ لإتحاد كرة القدمِ (F.A).
ماكجريجور شغل العديد مِنْ المناصبِ الإداريةِ المختلفةِ في عمرِه، ماكجريجور مَا لَعبَ الرياضةَ بِتنافس؛ لكن تدخّله الوحيد كَانَ عندما شغل مركز حراسة المرمى لأستون فيلا في سبعينات القرن التاسع عشر.

## موت وليام ماكجريجور
في مايو 1910, ماكجريجور شعر بتدهور صحته وساءت أحواله الصحية قبل نهاية عام 1911حيث أن ظهوره العامّ الأخير كَانَ في اجتماع لجنةِ الدورى في 4 ديسمبر/كانون الأولِ، وهو خضع لعمليةِ جارحية في 19 ديسمبر/كانون الأول. على أية حال، بعد تحسن قصير في صحته رَجعَ وماتَ في اليوم التالي.
هو مدفونُ في حدائقِ الكنيسة الإنجليزيةِ، سانت ماري، في منطقةِ هاندسورث في بيرمنجهام، بِجانب زوجتِه، التي ماتت في 1908 .
بعد موتِه، أستون فيلا كرّستْ جناح كامل بأسمه في مستشفيات الأطفال ببيرمنجهام.

## بطولات وليام ماكجريجور
في فترته في الفيلا حصلت أستون فيلا على البطولات التالية:
- الدورى الإنجليزى الممتاز: 6 مرات مواسم
1893–1894, 1895–1896, 1896–1897, 1898–1899, 1899–1900, 1909–1910.
- كأس إنجلترا: 4 مرات أعوام
1887, 1895, 1897, 1905

## تمثال وليام ماكجريجور في فيلا بارك معقل أستون فيلا

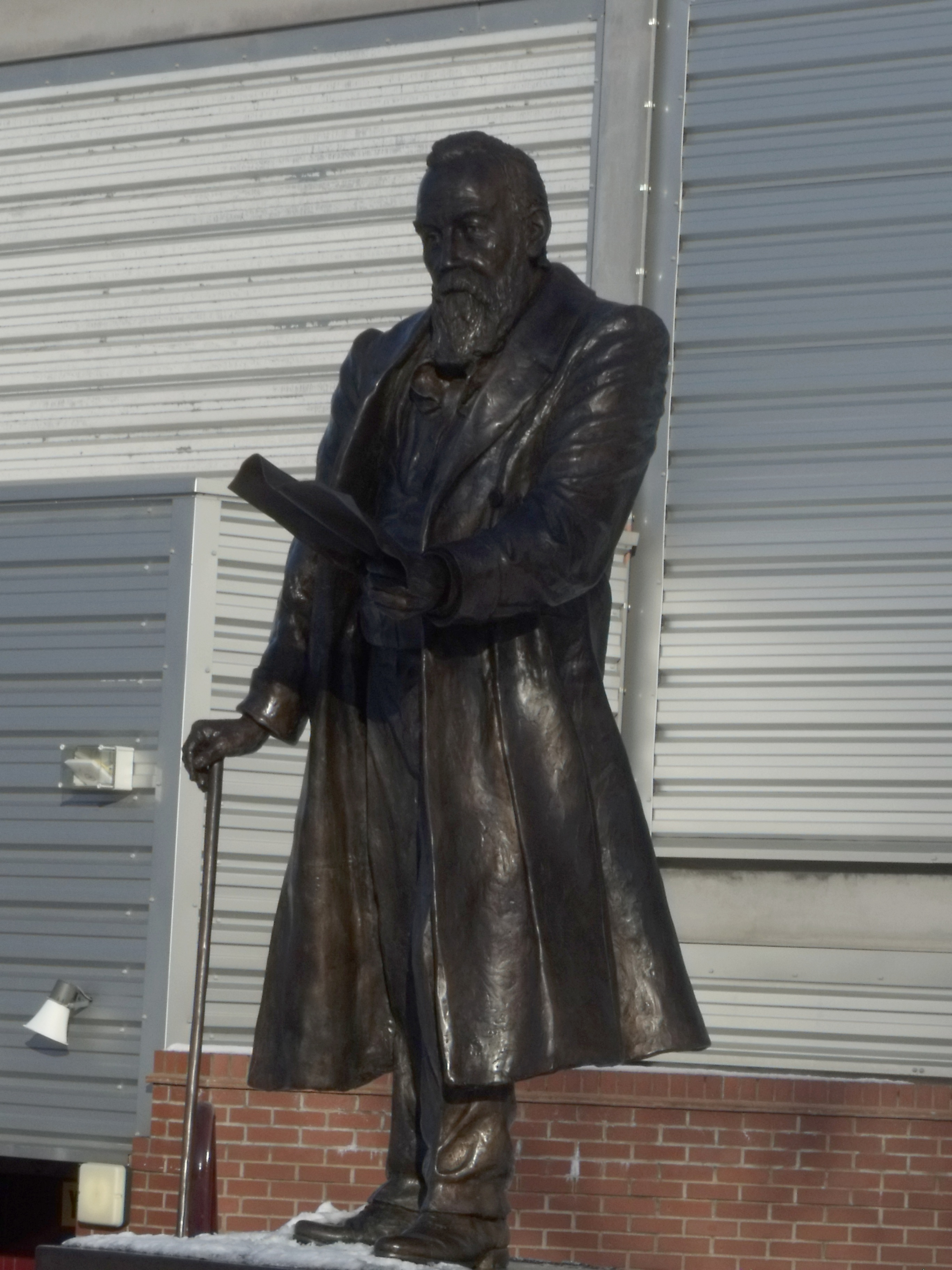

تم الكُشِفَ عن تمثال وليام ماكجريجور في 28 نوفمبر/تشرين الثّاني 2009 . وهو موجود خارج مدرج Trinity Road ثانى أكبر مدرج في فيلا بارك.
- نادي أستون فيلا